# Polistes inornatus
Polistes inornatus är en getingart som först beskrevs av Rits. 1874.  Polistes inornatus ingår i släktet pappersgetingar, och familjen getingar. Inga underarter finns listade i Catalogue of Life.